# آدریانا موری
آدریانا موری (انگلیسی: Adrijana Mori؛ زادهٔ ۱۷ اوت ۲۰۰۰) بازیکن فوتبال اهل اسلوونی است.
از باشگاه‌هایی که در آن بازی کرده‌است می‌توان به باشگاه فوتبال ۱.اف‌اف‌سی توربین پوتسدام اشاره کرد.
وی همچنین در تیم‌های ملی فوتبال Slovenia women's national under-17 football team و زنان اسلوونی بازی کرده‌است.